# 15462 Stumegan
15462 Stumegan eller 1999 AV1 är en asteroid i huvudbältet som upptäcktes den 8 januari 1999 av Spacewatch vid Kitt Peak-observatoriet. Den är uppkallad efter Stewart A. Megan.
Den tillhör asteroidgruppen Koronis.